# Nagyrév
Nagyrév je vas na Madžarskem, ki upravno spada pod podregijo Kunszentmártoni Županije Jász-Nagykun-Szolnok.